# Порядок величини
Порядок величини — це наближена міра величини числа, що дорівнює десятковому логарифму, округленому до цілого числа. Наприклад, порядок величини 1500 — 3, оскільки 1500 можна записати у вигляді 1,5× 103.

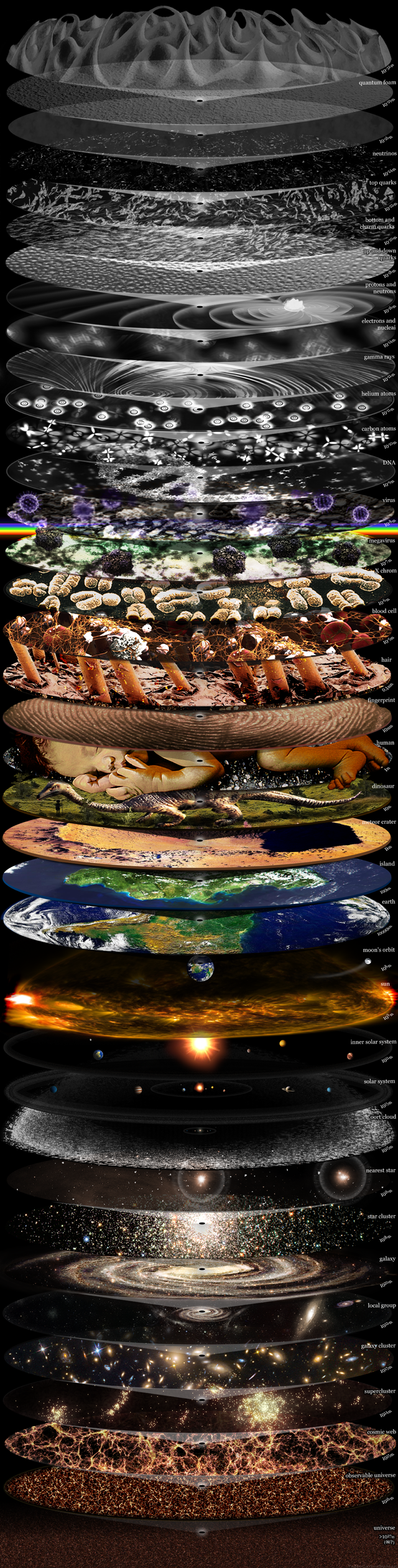
Об'єкти розмірів у різному порядку величини.

Відмінності в порядку величини можуть бути виміряні за шкалою десятинних логарифмів у «десятках» (тобто множниках числа десять).
 Числа різних порядків можна знайти, наприклад, за власними назвами степенів тисячі.

## Визначення
Як правило, порядок величини — це найменший степінь числа 10, потрібний для представлення цієї величини. Щоб розробити порядок величини числа {\displaystyle N}, число спочатку виражається у наступному вигляді:
{\displaystyle N=a\times 10^{b},} ({\displaystyle 0.5<a\leq 5}).
Потім, {\displaystyle b} представляє порядок числа. Порядок може бути позитивним цілим числом, нулем або негативним цілим числом. У наведеній нижче таблиці перераховані по порядку величини деяких чисел згідно цього визначення:
| Число {\displaystyle N} | У форматі {\displaystyle N=a\times 10^{b}} | Порядок величини {\displaystyle b} |
| ----------------------- | ------------------------------------------ | ---------------------------------- |
| 0.325                   | 3.25 × 10–1                                | –1                                 |
| 0.5                     | 5 × 10–1                                   | –1                                 |
| 5                       | 5 × 100                                    | 0                                  |
| 7                       | 7 × 100                                    | 0                                  |
| 44                      | 4.4 × 101                                  | 1                                  |

## Використання
Порядки величин використовуються для приблизних порівнянь. Якщо два числа відрізняються на 1 порядок, то одне число приблизно вдесятеро більше, ніж інше. Якщо значення відрізняються на 2 порядки, то відрізняються у 100 разів. Два числа того ж порядку величини мають приблизно однаковий масштаб, але більше число завжди менше, ніж десять менших чисел.
| Прописом (довге найменування) | Прописом (коротке найменування) | Префікс | Символ | Десятки                           | Степінь десяти | Порядок величини |
| ----------------------------- | ------------------------------- | ------- | ------ | --------------------------------- | -------------- | ---------------- |
| квадрильйона                  | септильйонна                    | йокто-  | й      | 0.000,000,000,000,000,000,000,001 | 10−24          | −24              |
| трьохмільярдна                | секстильйонна                   | зепто-  | з      | 0.000,000,000,000,000,000,001     | 10−21          | −21              |
| трильйонна                    | квантильйонна                   | атто-   | a      | 0.000,000,000,000,000,001         | 10−18          | −18              |
| більярдна                     | квадрильйонна                   | фемто-  | ф      | 0.000,000,000,000,001             | 10−15          | −15              |
| більйонна                     | трильйонна                      | піко-   | п      | 0.000,000,000,001                 | 10−12          | −12              |
| мільярдна                     | більйонна                       | нано-   | н      | 0.000,000,001                     | 10−9           | −9               |
| мільйонна                     | мільйонна                       | мікро-  | мк     | 0.000,001                         | 10−6           | −6               |
| тисячна                       | тисячна                         | мілі-   | м      | 0.001                             | 10−3           | −3               |
| сота                          | сота                            | санти-  | c      | 0.01                              | 10−2           | −2               |
| десята                        | десята                          | деци-   | д      | 0.1                               | 10−1           | −1               |
| один                          | один                            | –       | –      | 1                                 | 100            | 0                |
| десять                        | десять                          | дека-   | да     | 10                                | 101            | 1                |
| сто                           | сто                             | гекто-  | г      | 100                               | 102            | 2                |
| тисяча                        | тисяча                          | кіло-   | к      | 1,000                             | 103            | 3                |
| мільйон                       | мільйон                         | мега-   | M      | 1,000,000                         | 106            | 6                |
| мільярд                       | більйон                         | гіга-   | Г      | 1,000,000,000                     | 109            | 9                |
| більйон                       | трильйон                        | тера-   | T      | 1,000,000,000,000                 | 1012           | 12               |
| більярд                       | квадрильйон                     | пета-   | П      | 1,000,000,000,000,000             | 1015           | 15               |
| трильйон                      | квантильйон                     | екса-   | Е      | 1,000,000,000,000,000,000         | 1018           | 18               |
| трильярд                      | секстильйон                     | зетта-  | З      | 1,000,000,000,000,000,000,000     | 1021           | 21               |
| квадрильйон                   | септильйон                      | йотта-  | Й      | 1,000,000,000,000,000,000,000,000 | 1024           | 24               |

### Порядок величини числа
Порядок величини числа — це, інтуїтивно кажучи, степінь числа 10, якій воно приблизно дорівнює. Точніше, порядок величини p числа N визначається за допомогою десяткового логарифма, як правило, цілої частини логарифма, отриманої шляхом скорочення:
{\displaystyle p=\lfloor \log _{10}N\rfloor }, (дужки означають, що буде взята ціла частина від даного виразу). Наприклад, логарифм числа 4000000 (при основі 10) дорівнює приблизно 6,602, тому це число має порядок 6. При виділені цілої частини, число такого порядку стоїть між 106 і 107. Можна провести аналогію з фразою: «він мав семизначний прибуток». Якщо число більше одиниці, його порядок — це просто кількість цифр у десятковому записі мінус один, так що його дуже легко визначити без використання калькулятора: в даному випадку він дорівнює шести. Порядок величини є наближеною позицією на логарифмічній шкалі.

### Оцінка порядку величини
Оцінка порядку величини числа, точне значення якого невідоме (або несуттєве), — це його значення, округлене до найближчого ступеня десяти. Наприклад, оцінка порядку величини для числа між 3 млрд і 30 млрд (наприклад, населення Землі) є 10 млрд. Щоб округлити число до його найближчого порядку, треба округлити його логарифм до найближчого цілого числа. Наприклад, для 4,000,000 одержуємо оцінку порядку величини ≈107. Для числа, написаного в науковій нотації, цей логарифм, за шкалою округлення, вимагає округлення до наступного ступеня десяти, коли множник більше, ніж на квадратний корінь з десяти (близько 3.162). Наприклад, найближчий порядок величини для 1,7× 108 дорівнює 8, у той час як найближчий порядок для 3,7× 108 є 9.

### Різниця порядків величини
Різниця порядків величини між двома значеннями є фактором 10. Наприклад, маса планети Сатурн у 95 разів більше, ніж маса Землі, тому Сатурн на два порядки більший за Землю за своєю масою. Порядок величини різниці називають десятковим, при вимірюванні за логарифмічною шкалою.

### Порядок величини в повсякденній мові
В повсякденній мові зустрічаються такі вирази, наприклад: «на порядок більше», «набагато більше», «на багато порядків більше», «на пару порядків менше». У більшості випадків мається на увазі десяткові порядки, тобто ці вирази можна прочитати так: «приблизно вдесятеро більше», «приблизно в {\displaystyle 10^{n}} раз більше, де {\displaystyle n} — доволі велике значення», «приблизно в 100 разів менше».

## Не десяткові порядки величини
Якщо за основу логарифма брати інші числа відмінні від 10, можна отримати не десятковий порядки величин. Стародавні греки оцінювали в нічний час яскравість небесних тіл на 6 рівнях, кожен рівень був коренем 5 зі 100 (близько 2.512) і настільки ж яскравим, як найближчий слабший рівень яскравості, і, таким чином, найяскравіший рівень був на 5 порядків яскравіше, ніж найслабший рівень, що вказувало на те, що це (1001/5) 5 або фактор, що в 100 разів яскравіше.
Наприклад, у багатьох десяткових системах числення світу використовують більшу основу, щоб краще уявити собі розміри числа, і для цього створили імена для степенів цієї основи: мільйон, мільярд та інші. У таблиці показано як числа порядків величини записані за основою 10 і за основою 1000000.
| Порядок величини | log10 від | log1000 від | Коротка шкала | Довга шкала |
| ---------------- | --------- | ----------- | ------------- | ----------- |
| 1                | 10        | 1000        | мільйон       | мільйон     |
| 2                | 100       | 1000        | трильйон      | мільярд     |
| 3                | 1000      | 1000        | нонілліон     | трильйон    |

У точних науках одиниці SI зазвичай використовуються разом з префіксами, які базуються на масштабі 1000. У комп'ютерних системах аналогічні префікси IEC мають основу 1024. В астрономії, для вимірювання яскравості зірок використовується база {\displaystyle {\sqrt[{5}]{100}}\approx 2.512}: якщо дві зорі відрізняються на 5 порядків видимої зоряної величини, це означає, що одна у 100 разів яскравіша за іншу.

### Надвеликі числа
Порядки надвеликих чисел можна вимірювати різними способами: наприклад, за допомогою повторного логарифма, або за допомогою суперлогарифму. Округлення до меншого цілого дає оцінку, до якої категорії порядку віднести число. Категорії повторного логарифма:
{{\displaystyle \dots ,1.023-1.26,1.26-10,10-10^{10},10^{10}-10^{100},10^{100}-10^{1000},\dots }},
Категорії суперлогарифма  (див. тетрація):
{від'ємні числа, {\displaystyle 0-1,1-10,10-10^{10},10^{10}-10^{10^{10}},10^{10^{10}}-10^{10^{10^{10}}},\dots }},
Подібно до логарифмічної шкали, існує подвійна логарифмічна шкала і суперлогарифмічна  шкала. Інтервали для категорій шкали мають на них однакову довжину, із «середніми точками» посередині між категоріями. Середина між двома точками відповідає квазіарифметичному середньому відносно функції «log log x», або «slog x».
«Середні точки» повторного логарифма (точки, що відмежують дві сусідні категорії):
{{\displaystyle \dots ,1.076,2.071,1453,4.20\times 10^{31},1.69\times 10^{316},...}}
«Середні точки» суперлогарифма  (залежить від способу інтерполяції):
{{\displaystyle -0.301,0.5,3.162,1453,10^{1453},(10\uparrow )^{1}10^{1453},(10\uparrow )^{2}10^{1453},\dots }}
Для надмалих чисел (у сенсі близькості до нуля) ці методи звичайно не підходять, але замість цього можна характеризувати порядки величини відповідних надвеликих обернених чисел.

## Подальше читання
Айзек Азімов, Міра Всесвіту (1983)